# LMS 2形0-4-4T蒸気機関車
LMS 2形0-4-4T蒸気機関車（LMS 2がた0-4-4Tじょうききかんしゃ）は、イギリスのロンドン・ミッドランド・アンド・スコティッシュ鉄道（LMS）が導入した蒸気機関車の1形式である。車軸配置0-4-4（B2）のタンク式小型旅客用機関車で、1932年から1933年までに10両が製造された。表向きは新たな設計主任技師(CME)となったウィリアム・スタニアの設計とされた本形式は、実際にはミッドランド鉄道の技術学校による最後の新設計形式であった。

## 概要
ミッドランド鉄道は1Pに分類される0-4-4タンク機関車を多く保有しており、大きな動輪を持つより大型の機関車として2Pに分類されたのが本形式である。製造された10両はLMSによって6400 - 6409の番号が付けられたが、国有化の直前に1900 - 1909の番号に変更された。空いた6400番台は、新形式のLMS 2形2-6-0蒸気機関車に転用された。イギリス国鉄は、番号に40000を加算して41900 - 41909とした。
その後、スタニアがグレート・ウェスタン鉄道の流儀を多く取り入れた機関車を設計したため、本形式はミッドランド鉄道での最後の新設計機だったが、1940年代に遅れて4F形が製造されたことで「ミッドランド鉄道の設計による最後の蒸気機関車」とはならなかった。
本形式は当初煙管形煙突を装備していた。スタニアの監修による新しいLMS用煙突が確定していなかったためである。のちに全機がスタニア形煙突に換装している。
ワットフォード・ジャンクション機関区所属の2両は、1934年にセント・アルバン支線で「モータートレイン」を運用するため、真空制御弁を装備した。他の機関車はイギリス国鉄時代に装備し、バーウィックとロングサイトを含む複数の異なる機関区に所属した。

## 廃車
No.41900を除く9両が1959年に、41900が1962年に廃車された。保存機はない。